# Krakovany (powiat Pieszczany)

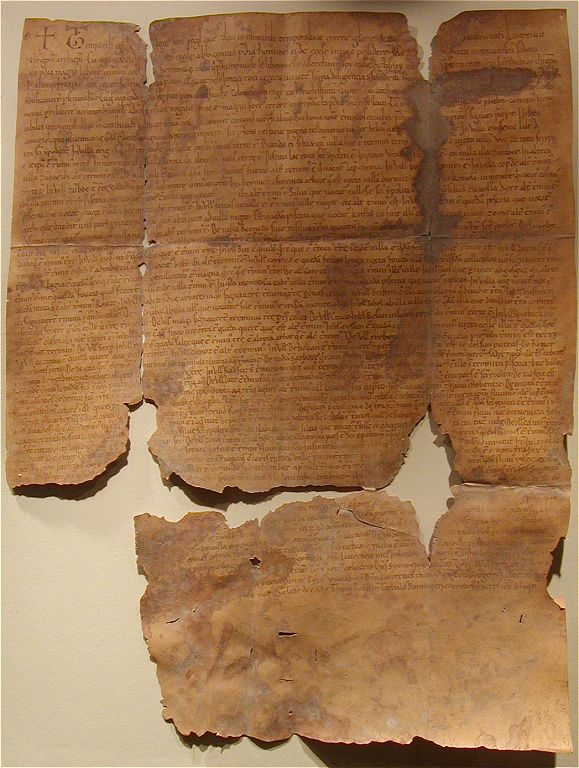
Zoborská listina z roku 1113

Krakovany – wieś (obec) na Słowacji w powiecie Pieszczany, około 5 km na zachód od miasta Pieszczany. Współczesna wieś składa się z dwóch dawnych: Krakovany i Stráže, które połączyły się 1 stycznia 1944 roku.

## Historia
Wieś po raz pierwszy wspomniano (jako Craco) w dokumencie Zoborská listina z 1113 roku napisanym przez mnichów opactwa zoborskiego (Stráže wzmiankowane są jako villa Spectaculi).